# Старый Шимбер
Ста́рый Шимбе́р (тат. Иске Шимбер) — деревня в Атнинском районе Республики Татарстан, в составе Нижнекуюкского сельского поселения.

## География
Деревня находится на реке Ашит, в 18 км к западу от районного центра, села Большая Атня.

## История
Основание деревни Старый Шимбер (также была известна под названием Меретяк) относят к XVI веку.
В сословном отношении, вплоть до 1860-х годов жителей деревни причисляли к государственным крестьянам. Их основными занятиями в то время были земледелие, скотоводство.
В «Списке населенных мест по сведениям 1859 года», изданном в 1866 году, населённый пункт упомянут как казённая деревня Борисовские Отары (Меретяк, Старый Шимбирь) 2-го стана Царёвококшайского уезда Казанской губернии. Располагалась при речке Ашите, по правую сторону транспортного тракта из Казани в Вятскую губернию, в 134 верстах от уездного города Царёвококшайска и в 4 верстах от становой квартиры в казённой деревне Уразлино (Казаклар). В деревне в 15 дворах жили 119 человек (60 мужчин и 59 женщин). Были мечеть, фабрика китаичная. 
По сведениям из первоисточников, в начале XX столетия в деревне работали водяная мельница, китаечная фабрика, 2 мелочные лавки.
С 1931 года в деревне работали коллективные сельскохозяйственные предприятия, с 2005 года — сельскохозяйственные предприятия в форме ООО.
Административно, до 1920 года деревня относилась к Царёвококшайскому уезду Казанской губернии, с 1920 года — к Арскому кантону, с 1930 года (с перерывом) – к Атнинскому (Тукаевскому) району Татарстана.

## Население
Динамика
По данным переписей, население деревни увеличивалось с 20 душ мужского пола в 1782 году до 368 человек в 1897 году. В последующие годы численность населения деревни уменьшалась и в 2015 году составила 39 человек.
Национальный состав
Согласно результатам переписи 2002 года, в национальной структуре населения села татары составляли 100% из 58 человек.